# Seznam obcí v departementu Aude

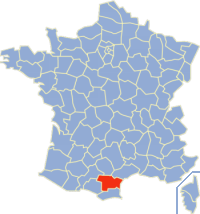
Aude

Toto je seznam obcí v departementu Aude ve Francii, jichž je celkem 438:
| INSEE | PSČ   | Obec                                   |
| ----- | ----- | -------------------------------------- |
| 11001 | 11800 | Aigues-Vives                           |
| 11002 | 11320 | Airoux                                 |
| 11003 | 11300 | Ajac                                   |
| 11004 | 11240 | Alaigne                                |
| 11005 | 11290 | Alairac                                |
| 11006 | 11360 | Albas                                  |
| 11007 | 11330 | Albières                               |
| 11008 | 11580 | Alet-les-Bains                         |
| 11009 | 11170 | Alzonne                                |
| 11010 | 11190 | Antugnac                               |
| 11011 | 11600 | Aragon                                 |
| 11012 | 11120 | Argeliers                              |
| 11013 | 11200 | Argens-Minervois                       |
| 11014 | 11110 | Armissan                               |
| 11015 | 11190 | Arques                                 |
| 11016 | 11220 | Arquettes-en-Val                       |
| 11017 | 11140 | Artigues                               |
| 11018 | 11290 | Arzens                                 |
| 11019 | 11140 | Aunat                                  |
| 11020 | 11330 | Auriac                                 |
| 11021 | 11140 | Axat                                   |
| 11022 | 11700 | Azille                                 |
| 11023 | 11800 | Badens                                 |
| 11024 | 11100 | Bages                                  |
| 11025 | 11600 | Bagnoles                               |
| 11026 | 11410 | Baraigne                               |
| 11027 | 11800 | Barbaira                               |
| 11028 | 11340 | Belcaire                               |
| 11029 | 11580 | Belcastel-et-Buc                       |
| 11030 | 11410 | Belflou                                |
| 11031 | 11140 | Belfort-sur-Rebenty                    |
| 11032 | 11240 | Bellegarde-du-Razès                    |
| 11033 | 11420 | Belpech                                |
| 11034 | 11240 | Belvèze-du-Razès                       |
| 11035 | 11500 | Belvianes-et-Cavirac                   |
| 11036 | 11340 | Belvis                                 |
| 11037 | 11090 | Berriac                                |
| 11038 | 11140 | Bessède-de-Sault                       |
| 11039 | 11300 | La Bezole                              |
| 11040 | 11200 | Bizanet                                |
| 11041 | 11120 | Bize-Minervois                         |
| 11042 | 11700 | Blomac                                 |
| 11043 | 11800 | Bouilhonnac                            |
| 11044 | 11190 | Bouisse                                |
| 11045 | 11300 | Bouriège                               |
| 11046 | 11300 | Bourigeole                             |
| 11047 | 11140 | Le Bousquet                            |
| 11048 | 11200 | Boutenac                               |
| 11049 | 11150 | Bram                                   |
| 11050 | 11500 | Brenac                                 |
| 11051 | 11270 | Brézilhac                              |
| 11052 | 11390 | Brousses-et-Villaret                   |
| 11053 | 11300 | Brugairolles                           |
| 11054 | 11400 | Les Brunels                            |
| 11055 | 11190 | Bugarach                               |
| 11056 | 11160 | Cabrespine                             |
| 11057 | 11420 | Cahuzac                                |
| 11058 | 11240 | Cailhau                                |
| 11059 | 11240 | Cailhavel                              |
| 11060 | 11140 | Cailla                                 |
| 11061 | 11240 | Cambieure                              |
| 11062 | 11140 | Campagna-de-Sault                      |
| 11063 | 11260 | Campagne-sur-Aude                      |
| 11064 | 11200 | Camplong-d'Aude                        |
| 11065 | 11190 | Camps-sur-l'Agly                       |
| 11066 | 11340 | Camurac                                |
| 11067 | 11200 | Canet                                  |
| 11068 | 11700 | Capendu                                |
| 11069 | 11000 | Carcassonne                            |
| 11070 | 11170 | Carlipa                                |
| 11071 | 11360 | Cascastel-des-Corbières                |
| 11072 | 11270 | La Cassaigne                           |
| 11073 | 11190 | Cassaignes                             |
| 11074 | 11320 | Les Cassés                             |
| 11075 | 11160 | Castans                                |
| 11076 | 11400 | Castelnaudary                          |
| 11077 | 11700 | Castelnau-d'Aude                       |
| 11078 | 11300 | Castelreng                             |
| 11079 | 11390 | Caudebronde                            |
| 11080 | 11230 | Caudeval                               |
| 11081 | 11160 | Caunes-Minervois                       |
| 11083 | 11220 | Caunettes-en-Val                       |
| 11082 | 11250 | Caunette-sur-Lauquet                   |
| 11084 | 11170 | Caux-et-Sauzens                        |
| 11085 | 11570 | Cavanac                                |
| 11086 | 11510 | Caves                                  |
| 11087 | 11270 | Cazalrenoux                            |
| 11088 | 11570 | Cazilhac                               |
| 11089 | 11170 | Cenne-Monestiés                        |
| 11090 | 11300 | Cépie                                  |
| 11091 | 11230 | Chalabre                               |
| 11092 | 11160 | Citou                                  |
| 11093 | 11140 | Le Clat                                |
| 11094 | 11250 | Clermont-sur-Lauquet                   |
| 11095 | 11700 | Comigne                                |
| 11096 | 11340 | Comus                                  |
| 11098 | 11200 | Conilhac-Corbières                     |
| 11097 | 11190 | Conilhac-de-la-Montagne                |
| 11099 | 11600 | Conques-sur-Orbiel                     |
| 11100 | 11230 | Corbières                              |
| 11101 | 11500 | Coudons                                |
| 11102 | 11250 | Couffoulens                            |
| 11103 | 11190 | Couiza                                 |
| 11104 | 11140 | Counozouls                             |
| 11105 | 11300 | Cournanel                              |
| 11106 | 11110 | Coursan                                |
| 11107 | 11230 | Courtauly                              |
| 11108 | 11240 | La Courtète                            |
| 11109 | 11190 | Coustaussa                             |
| 11110 | 11220 | Coustouge                              |
| 11111 | 11200 | Cruscades                              |
| 11112 | 11190 | Cubières-sur-Cinoble                   |
| 11113 | 11350 | Cucugnan                               |
| 11114 | 11410 | Cumiès                                 |
| 11115 | 11390 | Cuxac-Cabardès                         |
| 11116 | 11590 | Cuxac-d'Aude                           |
| 11117 | 11330 | Davejean                               |
| 11118 | 11330 | Dernacueillette                        |
| 11119 | 11300 | La Digne-d'Amont                       |
| 11120 | 11300 | La Digne-d'Aval                        |
| 11121 | 11240 | Donazac                                |
| 11122 | 11700 | Douzens                                |
| 11123 | 11350 | Duilhac-sous-Peyrepertuse              |
| 11124 | 11360 | Durban-Corbières                       |
| 11125 | 11360 | Embres-et-Castelmaure                  |
| 11126 | 11200 | Escales                                |
| 11127 | 11140 | Escouloubre                            |
| 11128 | 11240 | Escueillens-et-Saint-Just-de-Bélengard |
| 11129 | 11260 | Espéraza                               |
| 11130 | 11340 | Espezel                                |
| 11131 | 11260 | Fa                                     |
| 11132 | 11200 | Fabrezan                               |
| 11133 | 11220 | Fajac-en-Val                           |
| 11134 | 11410 | Fajac-la-Relenque                      |
| 11135 | 11140 | La Fajolle                             |
| 11136 | 11270 | Fanjeaux                               |
| 11137 | 11330 | Félines-Termenès                       |
| 11138 | 11400 | Fendeille                              |
| 11139 | 11240 | Fenouillet-du-Razès                    |
| 11140 | 11200 | Ferrals-les-Corbières                  |
| 11141 | 11240 | Ferran                                 |
| 11142 | 11300 | Festes-et-Saint-André                  |
| 11143 | 11510 | Feuilla                                |
| 11144 | 11510 | Fitou                                  |
| 11145 | 11560 | Fleury                                 |
| 11146 | 11800 | Floure                                 |
| 11147 | 11140 | Fontanès-de-Sault                      |
| 11148 | 11700 | Fontcouverte                           |
| 11149 | 11400 | Fonters-du-Razès                       |
| 11150 | 11310 | Fontiers-Cabardès                      |
| 11151 | 11800 | Fontiès-d'Aude                         |
| 11152 | 11360 | Fontjoncouse                           |
| 11153 | 11270 | La Force                               |
| 11154 | 11600 | Fournes-Cabardès                       |
| 11155 | 11190 | Fourtou                                |
| 11156 | 11600 | Fraisse-Cabardès                       |
| 11157 | 11360 | Fraissé-des-Corbières                  |
| 11158 | 11300 | Gaja-et-Villedieu                      |
| 11159 | 11270 | Gaja-la-Selve                          |
| 11160 | 11140 | Galinagues                             |
| 11161 | 11250 | Gardie                                 |
| 11162 | 11270 | Generville                             |
| 11163 | 11140 | Gincla                                 |
| 11164 | 11120 | Ginestas                               |
| 11165 | 11500 | Ginoles                                |
| 11166 | 11410 | Gourvieille                            |
| 11167 | 11240 | Gramazie                               |
| 11168 | 11500 | Granès                                 |
| 11169 | 11250 | Greffeil                               |
| 11170 | 11430 | Gruissan                               |
| 11171 | 11230 | Gueytes-et-Labastide                   |
| 11172 | 11200 | Homps                                  |
| 11173 | 11240 | Hounoux                                |
| 11174 | 11380 | Les Ilhes                              |
| 11175 | 11400 | Issel                                  |
| 11176 | 11220 | Jonquières                             |
| 11177 | 11140 | Joucou                                 |
| 11178 | 11320 | Labastide-d'Anjou                      |
| 11179 | 11220 | Labastide-en-Val                       |
| 11180 | 11380 | Labastide-Esparbairenque               |
| 11181 | 11400 | Labécède-Lauragais                     |
| 11182 | 11310 | Lacombe                                |
| 11183 | 11250 | Ladern-sur-Lauquet                     |
| 11184 | 11420 | Lafage                                 |
| 11185 | 11220 | Lagrasse                               |
| 11186 | 11330 | Lairière                               |
| 11187 | 11330 | Lanet                                  |
| 11189 | 11390 | Laprade                                |
| 11191 | 11330 | Laroque-de-Fa                          |
| 11192 | 11400 | Lasbordes                              |
| 11193 | 11270 | Lasserre-de-Prouille                   |
| 11194 | 11600 | Lastours                               |
| 11195 | 11400 | Laurabuc                               |
| 11196 | 11270 | Laurac                                 |
| 11197 | 11300 | Lauraguel                              |
| 11198 | 11800 | Laure-Minervois                        |
| 11199 | 11290 | Lavalette                              |
| 11200 | 11160 | Lespinassière                          |
| 11201 | 11250 | Leuc                                   |
| 11202 | 11370 | Leucate                                |
| 11203 | 11200 | Lézignan-Corbières                     |
| 11204 | 11240 | Lignairolles                           |
| 11205 | 11600 | Limousis                               |
| 11206 | 11300 | Limoux                                 |
| 11207 | 11300 | Loupia                                 |
| 11208 | 11410 | La Louvière-Lauragais                  |
| 11209 | 11190 | Luc-sur-Aude                           |
| 11210 | 11200 | Luc-sur-Orbieu                         |
| 11211 | 11300 | Magrie                                 |
| 11212 | 11120 | Mailhac                                |
| 11213 | 11330 | Maisons                                |
| 11214 | 11300 | Malras                                 |
| 11215 | 11600 | Malves-en-Minervois                    |
| 11216 | 11300 | Malviès                                |
| 11217 | 11120 | Marcorignan                            |
| 11218 | 11410 | Marquein                               |
| 11219 | 11140 | Marsa                                  |
| 11220 | 11800 | Marseillette                           |
| 11221 | 11390 | Les Martys                             |
| 11222 | 11380 | Mas-Cabardès                           |
| 11223 | 11570 | Mas-des-Cours                          |
| 11224 | 11330 | Massac                                 |
| 11225 | 11400 | Mas-Saintes-Puelles                    |
| 11226 | 11420 | Mayreville                             |
| 11227 | 11220 | Mayronnes                              |
| 11228 | 11240 | Mazerolles-du-Razès                    |
| 11229 | 11140 | Mazuby                                 |
| 11230 | 11140 | Mérial                                 |
| 11231 | 11410 | Mézerville                             |
| 11232 | 11380 | Miraval-Cabardès                       |
| 11233 | 11120 | Mirepeisset                            |
| 11234 | 11400 | Mireval-Lauragais                      |
| 11235 | 11580 | Missègre                               |
| 11236 | 11420 | Molandier                              |
| 11238 | 11410 | Molleville                             |
| 11239 | 11410 | Montauriol                             |
| 11240 | 11190 | Montazels                              |
| 11241 | 11700 | Montbrun-des-Corbières                 |
| 11242 | 11250 | Montclar                               |
| 11243 | 11320 | Montferrand                            |
| 11244 | 11140 | Montfort-sur-Boulzane                  |
| 11245 | 11330 | Montgaillard                           |
| 11246 | 11240 | Montgradail                            |
| 11247 | 11240 | Monthaut                               |
| 11248 | 11800 | Montirat                               |
| 11249 | 11230 | Montjardin                             |
| 11250 | 11330 | Montjoi                                |
| 11251 | 11220 | Montlaur                               |
| 11252 | 11320 | Montmaur                               |
| 11253 | 11170 | Montolieu                              |
| 11254 | 11290 | Montréal                               |
| 11255 | 11100 | Montredon-des-Corbières                |
| 11256 | 11200 | Montséret                              |
| 11257 | 11800 | Monze                                  |
| 11258 | 11120 | Moussan                                |
| 11259 | 11170 | Moussoulens                            |
| 11260 | 11330 | Mouthoumet                             |
| 11261 | 11700 | Moux                                   |
| 11262 | 11100 | Narbonne                               |
| 11263 | 11500 | Nébias                                 |
| 11264 | 11200 | Névian                                 |
| 11265 | 11140 | Niort-de-Sault                         |
| 11267 | 11200 | Ornaisons                              |
| 11268 | 11270 | Orsans                                 |
| 11269 | 11590 | Ouveillan                              |
| 11270 | 11350 | Padern                                 |
| 11271 | 11330 | Palairac                               |
| 11272 | 11570 | Palaja                                 |
| 11188 | 11480 | La Palme                               |
| 11273 | 11200 | Paraza                                 |
| 11274 | 11300 | Pauligne                               |
| 11275 | 11410 | Payra-sur-l'Hers                       |
| 11276 | 11350 | Paziols                                |
| 11277 | 11420 | Pécharic-et-le-Py                      |
| 11278 | 11420 | Pech-Luna                              |
| 11279 | 11610 | Pennautier                             |
| 11280 | 11700 | Pépieux                                |
| 11281 | 11150 | Pexiora                                |
| 11282 | 11230 | Peyrefitte-du-Razès                    |
| 11283 | 11420 | Peyrefitte-sur-l'Hers                  |
| 11284 | 11400 | Peyrens                                |
| 11285 | 11440 | Peyriac-de-Mer                         |
| 11286 | 11160 | Peyriac-Minervois                      |
| 11287 | 11190 | Peyrolles                              |
| 11288 | 11170 | Pezens                                 |
| 11289 | 11300 | Pieusse                                |
| 11290 | 11420 | Plaigne                                |
| 11291 | 11270 | Plavilla                               |
| 11292 | 11400 | La Pomarède                            |
| 11293 | 11250 | Pomas                                  |
| 11294 | 11300 | Pomy                                   |
| 11295 | 11490 | Portel-des-Corbières                   |
| 11266 | 11210 | Port-la-Nouvelle                       |
| 11296 | 11120 | Pouzols-Minervois                      |
| 11297 | 11380 | Pradelles-Cabardès                     |
| 11298 | 11220 | Pradelles-en-Val                       |
| 11299 | 11250 | Preixan                                |
| 11300 | 11400 | Puginier                               |
| 11301 | 11700 | Puichéric                              |
| 11302 | 11140 | Puilaurens                             |
| 11303 | 11230 | Puivert                                |
| 11304 | 11500 | Quillan                                |
| 11305 | 11360 | Quintillan                             |
| 11306 | 11500 | Quirbajou                              |
| 11307 | 11200 | Raissac-d'Aude                         |
| 11308 | 11170 | Raissac-sur-Lampy                      |
| 11190 | 11700 | La Redorte                             |
| 11309 | 11190 | Rennes-le-Château                      |
| 11310 | 11190 | Rennes-les-Bains                       |
| 11311 | 11220 | Ribaute                                |
| 11312 | 11270 | Ribouisse                              |
| 11313 | 11400 | Ricaud                                 |
| 11314 | 11220 | Rieux-en-Val                           |
| 11315 | 11160 | Rieux-Minervois                        |
| 11316 | 11230 | Rivel                                  |
| 11317 | 11140 | Rodome                                 |
| 11318 | 11700 | Roquecourbe-Minervois                  |
| 11319 | 11380 | Roquefère                              |
| 11320 | 11340 | Roquefeuil                             |
| 11321 | 11140 | Roquefort-de-Sault                     |
| 11322 | 11540 | Roquefort-des-Corbières                |
| 11323 | 11300 | Roquetaillade                          |
| 11324 | 11200 | Roubia                                 |
| 11325 | 11250 | Rouffiac-d'Aude                        |
| 11326 | 11350 | Rouffiac-des-Corbières                 |
| 11327 | 11290 | Roullens                               |
| 11328 | 11240 | Routier                                |
| 11329 | 11260 | Rouvenac                               |
| 11330 | 11800 | Rustiques                              |
| 11331 | 11270 | Saint-Amans                            |
| 11332 | 11200 | Saint-André-de-Roquelongue             |
| 11333 | 11230 | Saint-Benoît                           |
| 11337 | 11700 | Saint-Couat-d'Aude                     |
| 11338 | 11300 | Saint-Couat-du-Razès                   |
| 11339 | 11310 | Saint-Denis                            |
| 11334 | 11410 | Sainte-Camelle                         |
| 11335 | 11140 | Sainte-Colombe-sur-Guette              |
| 11336 | 11230 | Sainte-Colombe-sur-l'Hers              |
| 11340 | 11170 | Sainte-Eulalie                         |
| 11366 | 11120 | Sainte-Valière                         |
| 11341 | 11500 | Saint-Ferriol                          |
| 11342 | 11800 | Saint-Frichoux                         |
| 11343 | 11270 | Saint-Gaudéric                         |
| 11344 | 11250 | Saint-Hilaire                          |
| 11345 | 11360 | Saint-Jean-de-Barrou                   |
| 11346 | 11260 | Saint-Jean-de-Paracol                  |
| 11347 | 11500 | Saint-Julia-de-Bec                     |
| 11348 | 11270 | Saint-Julien-de-Briola                 |
| 11350 | 11500 | Saint-Just-et-le-Bézu                  |
| 11351 | 11220 | Saint-Laurent-de-la-Cabrerisse         |
| 11352 | 11500 | Saint-Louis-et-Parahou                 |
| 11353 | 11120 | Saint-Marcel-sur-Aude                  |
| 11354 | 11220 | Saint-Martin-des-Puits                 |
| 11355 | 11300 | Saint-Martin-de-Villereglan            |
| 11356 | 11400 | Saint-Martin-Lalande                   |
| 11357 | 11170 | Saint-Martin-le-Vieil                  |
| 11358 | 11500 | Saint-Martin-Lys                       |
| 11359 | 11410 | Saint-Michel-de-Lanès                  |
| 11360 | 11120 | Saint-Nazaire-d'Aude                   |
| 11361 | 11400 | Saint-Papoul                           |
| 11362 | 11320 | Saint-Paulet                           |
| 11363 | 11220 | Saint-Pierre-des-Champs                |
| 11364 | 11300 | Saint-Polycarpe                        |
| 11365 | 11420 | Saint-Sernin                           |
| 11367 | 11310 | Saissac                                |
| 11368 | 11600 | Sallèles-Cabardès                      |
| 11369 | 11590 | Sallèles-d'Aude                        |
| 11370 | 11110 | Salles-d'Aude                          |
| 11371 | 11410 | Salles-sur-l'Hers                      |
| 11372 | 11600 | Salsigne                               |
| 11373 | 11140 | Salvezines                             |
| 11374 | 11330 | Salza                                  |
| 11375 | 11240 | Seignalens                             |
| 11376 | 11190 | La Serpent                             |
| 11377 | 11190 | Serres                                 |
| 11378 | 11220 | Serviès-en-Val                         |
| 11379 | 11130 | Sigean                                 |
| 11380 | 11230 | Sonnac-sur-l'Hers                      |
| 11381 | 11190 | Sougraigne                             |
| 11382 | 11400 | Souilhanels                            |
| 11383 | 11400 | Souilhe                                |
| 11384 | 11350 | Soulatgé                               |
| 11385 | 11320 | Soupex                                 |
| 11386 | 11220 | Talairan                               |
| 11387 | 11220 | Taurize                                |
| 11388 | 11330 | Termes                                 |
| 11389 | 11580 | Terroles                               |
| 11390 | 11200 | Thézan-des-Corbières                   |
| 11391 | 11380 | La Tourette-Cabardès                   |
| 11392 | 11220 | Tournissan                             |
| 11393 | 11200 | Tourouzelle                            |
| 11394 | 11300 | Tourreilles                            |
| 11395 | 11160 | Trassanel                              |
| 11396 | 11160 | Trausse                                |
| 11397 | 11800 | Trèbes                                 |
| 11398 | 11510 | Treilles                               |
| 11399 | 11400 | Tréville                               |
| 11400 | 11230 | Tréziers                               |
| 11401 | 11350 | Tuchan                                 |
| 11402 | 11580 | Valmigère                              |
| 11404 | 11610 | Ventenac-Cabardès                      |
| 11405 | 11120 | Ventenac-en-Minervois                  |
| 11406 | 11580 | Véraza                                 |
| 11407 | 11400 | Verdun-en-Lauragais                    |
| 11408 | 11250 | Verzeille                              |
| 11409 | 11330 | Vignevieille                           |
| 11410 | 11600 | Villalier                              |
| 11411 | 11600 | Villanière                             |
| 11412 | 11580 | Villardebelle                          |
| 11413 | 11600 | Villardonnel                           |
| 11414 | 11220 | Villar-en-Val                          |
| 11415 | 11250 | Villar-Saint-Anselme                   |
| 11416 | 11600 | Villarzel-Cabardès                     |
| 11417 | 11300 | Villarzel-du-Razès                     |
| 11418 | 11150 | Villasavary                            |
| 11419 | 11420 | Villautou                              |
| 11420 | 11250 | Villebazy                              |
| 11421 | 11200 | Villedaigne                            |
| 11422 | 11800 | Villedubert                            |
| 11423 | 11570 | Villefloure                            |
| 11424 | 11230 | Villefort                              |
| 11425 | 11600 | Villegailhenc                          |
| 11426 | 11600 | Villegly                               |
| 11427 | 11300 | Villelongue-d'Aude                     |
| 11428 | 11310 | Villemagne                             |
| 11429 | 11620 | Villemoustaussou                       |
| 11430 | 11400 | Villeneuve-la-Comptal                  |
| 11431 | 11360 | Villeneuve-les-Corbières               |
| 11432 | 11290 | Villeneuve-lès-Montréal                |
| 11433 | 11160 | Villeneuve-Minervois                   |
| 11434 | 11150 | Villepinte                             |
| 11435 | 11330 | Villerouge-Termenès                    |
| 11436 | 11360 | Villesèque-des-Corbières               |
| 11437 | 11170 | Villesèquelande                        |
| 11438 | 11150 | Villesiscle                            |
| 11439 | 11170 | Villespy                               |
| 11440 | 11220 | Villetritouls                          |
| 11441 | 11110 | Vinassan                               |